# Camporan
Camporan és una serra que fa de termenal entre els termes municipals de Conca de Dalt (antic terme de Toralla i Serradell) i el Pont de Suert (antic terme de Viu de Llevata); per tant, aquesta serra és també termenal entre el Pallars Jussà i l'Alta Ribagorça. Al seu cim de la Capcera, al nord-est, arriba també el terme municipal pallarès de Senterada.
És, de fet, la continuació cap al nord-est de la Serra de l'Estall, i, al mateix temps, la seva continuïtat cap al nord-est el constitueix la Serra de Coscollola. El Serrat de Sant Roc surt de Camporan davallant-ne cap al sud-est.
És una serra curta, a penes un quilòmetre, i té als seus peus, al sud-est, la Baga de Setcomelles i la capçalera del barranc de la Torre. Al nord-oest, la capçalera de vall on hi ha l'ermita de Sant Nicolau, on es forma el barranc de Sant Nicolau.